# فهرست فرمانروایان سوئد
فهرست فرمانروایان سوئد (به سوئدی: Lista över Sveriges regenter) شامل اسامی شاهان و ملکه‌های سوئد از ابتدا تاکنون می‌باشد.

## دودمان مونسو
| نام                            | تصویر | تولد                  | ازدواج                  | مرگ                |
| ------------------------------ | ----- | --------------------- | ----------------------- | ------------------ |
| اریک پیروز (۹۷۰-۹۹۵ میلادی)    |       | ۹۴۵؟                  | Sigrid the Haughty      | ۹۹۵ (حدود ۵۰ سال)  |
| اولاف (۹۵۵-۱۰۲۲ میلادی)        |       | ح ۹۸۰                 | Estrid of the Obotrites | ۱۰۲۲ (حدود ۵۰ سال) |
| آنوند جاکوب (۱۰۲۲-۱۰۵۰ میلادی) |       | ۲۵ ژوئیه ۱۰۰۸ یا ۱۰۱۰ |                         | ۱۰۵۰ (حدود ۴۰ سال) |
| ادموند پیر (۱۰۵۰-۱۰۶۰ میلادی)  |       |                       | Astrid Njalsdotter      | ۱۰۶۰               |

## دودمان اِستِنکیل
دودمان اِستِنکیل
| نام                                              | تصویر | تولد | ازدواج | مرگ  |
| ------------------------------------------------ | ----- | ---- | ------ | ---- |
| استنکیل (۱۰۶۰-۱۰۶۶ میلادی)                       |       |      |        | ۱۰۶۶ |
| اریک استنکیلسن (۱۰۶۶-۱۰۶۷ میلادی)                |       |      |        | ۱۰۶۷ |
| اریک کافر (۱۰۶۶-۱۰۶۷ میلادی)                     |       |      |        |      |
| هالستن استنکیلسن (۱۰۶۷-۱۰۷۰ میلادی)              |       |      |        |      |
| آنوند گوردسک (۱۰۷۰-۱۰۷۵ میلادی)                  |       |      |        |      |
| هاکان سرخ (۱۰۷۵-۱۰۷۹ میلادی)                     |       |      |        |      |
| اینگ پیر (۱۰۷۹-۱۰۸۴ میلادی) و (۱۰۸۷-۱۱۰۵ میلادی) |       |      |        | ۱۱۰۵ |
| بلوت-اسوین (۱۰۸۴-۱۰۸۷ میلادی)                    |       |      |        | ۱۰۸۷ |
| اینگ بزرگتر                                      |       |      |        |      |
| فیلیپ هالستنسون (۱۱۰۵-۱۱۱۸ میلادی)               |       |      |        |      |
| اینگ کوچکتر (۱۱۱۰-۱۱۲۵ میلادی)                   |       |      |        | ۱۱۲۵ |
| رنوالد (۱۱۲۵-۱۱۲۶ میلادی)                        |       |      |        | ۱۱۲۶ |
| مانوس نیرومند (۱۱۲۶-۱۱۳۰ میلادی)                 |       |      |        |      |
| خاندان‌های سوِرکر و اریک                           |       |      |        |      |
| ماگنوس هنریکسن                                   |       |      |        |      |

## خاندان سوِرکر و اریک
House of Estrid
      House of Eric
      House of Sverker

| نام                                              | تصویر | تولد                    | ازدواج                                                        | مرگ                          |
| ------------------------------------------------ | ----- | ----------------------- | ------------------------------------------------------------- | ---------------------------- |
| سوِرکر بزرگتر ۱۱۲۵ - دسامبر ۱۱۵۶                  |       |                         | Ulvhild Håkansdotter, Richeza of Poland                       | کریسمس ۱۱۵۶                  |
| اریک مقدس                                        |       | حدود ۱۱۲۰               | کریستینا دانمارک                                              | ۱۸ مه ۱۱۶۰ (حدود ۴۰ سال)     |
| ماگنوس هنریکسن ۱۱۶۰ - ۱۱۶۱                       |       |                         | بریجیدا Haraldsdotter                                         | ۱۱۶۱                         |
| کارل سوِرکرسون ۱۱۶۱ - ۱۲ آوریل ۱۱۶۷               |       | ۱۱۳۰                    | کریسیتینا Hvide                                               | ۱۲ آوریل ۱۱۶۷ ( حدود ۳۷ سال) |
| کول                                              |       |                         |                                                               |                              |
| بولسلاس                                          |       |                         |                                                               |                              |
| کانوت اول ۱۱۶۷ - ۱۱۷۳                            |       | پیش از ۱۱۵۰             | Cecilia Johansdotter                                          | ۱۱۹۵ یا ۱۱۹۶                 |
| سوِرکر کوچکتر ۱۱۹۶ - ۳۱ ژانویه ۱۲۰۸               |       | پیش از ۱۱۶۷ (حدود ۱۱۶۴) | بندیکتا Ebbesdotter of Hvide Ingegerd Birgersdotter of Bjelbo | ۱۷ ژوئیه ۱۲۱۰ (حدود ۴۵ سال)  |
| اریک کانوتسن ۳۱ ژانویه ۱۲۰۸ - ۱۰ آوریل ۱۲۱۶      |       | ۱۱۸۰                    | Richeza of Denmark                                            | ۱۰ آوریل ۱۲۱۶                |
| یوهان سوِرکرسون بهار ۱۲۱۶ - ۱۰ مارس ۱۲۲۲          |       | ۱۲۰۱                    |                                                               | ۱۰ مارس ۱۲۲۲ (حدود ۲۱ سال)   |
| اریک اریکسون تابستان ۱۲۲۲ - ۲۸ یا ۲۹ نوامبر ۱۲۲۹ |       | ۱۲۱۶                    | کاترین یمسبورگ                                                | ۲ فوریه ۱۲۵۰ (حدود ۳۴ سال)   |
| کانوت دوم ۲۸ یا ۲۹ نوامبر ۱۲۲۹ - ۱۲۳۴            |       |                         | هلنا Pedersdatter Strange                                     | ۱۲۳۴                         |
| اریک اریکسون تابستان ۱۲۲۲ - ۲۸ یا ۲۹ نوامبر ۱۲۲۹ |       | ۱۲۱۶                    | کاترین یمسبورگ                                                | ۲ فوریه ۱۲۵۰ (حدود ۳۴ سال)   |

## دودمان بیلبو
| نام                                             | تصویر | تولد              | ازدواج          | مرگ                           |
| ----------------------------------------------- | ----- | ----------------- | --------------- | ----------------------------- |
| والدمار بیرگرسون بهار ۱۲۵۰ - ۲۲ ژوئیه ۱۲۷۵      |       | ۱۲۳۹              | سوفیا دانمارک   | ۲۶ دسامبر ۱۳۰۲ (حدود ۶۳ سال)  |
| ماگنوس لادولاس ۲۲ ژوئیه ۱۲۷۵ - ۱۸ دسامبر ۱۲۹۰   |       | ۱۲۴۰              | هلویگ هلشتاین   | ۱۸ دسامبر ۱۲۹۰ (حدود ۵۰ سال)  |
| بیرگر ماگنوسون ۱۸ دسامبر ۱۲۹۰ - مارس/آوریل ۱۳۱۸ |       | ۱۲۸۰              | مارتا دانمارک   | ۳۱ مه ۱۳۲۱ (حدود ۴۱ سال)      |
| ماتس کتیلمونسون ۲۷ ژوئن ۱۳۱۸ - ۸ ژوئیه ۱۳۱۹     |       | تاریه تولد نامشخص | نامعلوم         | مه ۱۳۲۶                       |
| ماگنوس اریکسون ۸ ژوئیه ۱۳۱۹ - ۱۵ فوریه ۱۳۶۴     |       | ۱۳۱۶              | یلانش نامور     | ۱ دسامبر ۱۳۷۴ (حدود ۵۸ سال)   |
| اریک ماگنوسون ۱۷ اکتبر ۱۳۵۶ - ۲۰ ژوئن ۱۳۵۹      |       | ۱۳۳۹              | بئاتریس باواریا | ۲۰ ژوئن ۱۳۵۹ (حدود ۲۰ سال)    |
| ماگنوس اریکسون                                  |       |                   |                 |                               |
| هاکون ماگنوسون ۱۵ فوریه ۱۳۶۲ - ۱۵ فوریه ۱۳۶۴    |       | ۱۳۴۰              | مارگرت          | ۱۱ سپتامبر ۱۳۸۰ (حدود ۴۰ سال) |

## دودمان مکلنبورگ
| نام                                 | تصویر | تولد           | ازدواج | مرگ                        |
| ----------------------------------- | ----- | -------------- | ------ | -------------------------- |
| آلبرت ۱۵ فوریه ۱۳۶۴ - ۲۴ فوریه ۱۳۸۹ |       | ریچاردیس شورین | ۱۳۳۸   | ۱ آوریل ۱۴۱۲ (حدود ۷۴ سال) |

## اتحاد کالمار
| نام | تصویر | تولد          | ازدواج                                                            | مرگ                            |
| --- | ----- | ------------- | ----------------------------------------------------------------- | ------------------------------ |
| مارگارت۲۴ فوریه ۱۳۸۹ - ۲۸ اکتبر ۱۴۱۲ |       | ۱۳۵۳          | هاکن ششم نروژ                                                     | ۲۸ اکتبر ۱۴۱۲ (حدود ۵۵ سال)    |
| اریک پومرانی ۲۳ ژوئن ۱۳۹۶ - ۲۴ سپتامبر ۱۴۳۹ |       | ۱۳۸۲          | فیلیپا انگلستان                                                   | ۳ مه ۱۴۵۹ (حدود ۷۷ سال)        |
| - انگلبرکت انگلبرکتسون (حکومت: ۱۳ ژانویه ۱۴۳۵ - ۴ مه ۱۴۳۶) - کارل کانوتسن (حکومت: اکتبر ۱۴۳۸ - پاییز ۱۴۴۰) |       |               |                                                                   |                                |
| کریستوفر باواریا ۱۴۴۱ - ۵ ژانویه ۱۴۴۸ |       | ۲۶ فوریه ۱۴۱۶ | دوروتی براندنبورگ                                                 | ۵/۶ ژانویه ۱۴۴۸                |
| - بنگت یونسون (اُکسِنستیِرنا) (حکومت: ژانویه - ۲۰ ژوئن ۱۴۴۸) - نیلس یونسون (اُکسِنستیِرنا) |       |               |                                                                   |                                |
| کارل کانوتسن ۲۰ ژوئن ۱۴۴۸ - ۲۴ فوریه ۱۴۵۷ ۹ اوت ۱۴۶۴ - ۳۰ ژانویه ۱۴۶۵۱۲ نوامبر ۱۴۶۷ - ۱۵ مه ۱۴۷۰ |       | 1408 یا 1409  | Birgitta Turesdotter Katarina Karlsdotter Kristina Abrahamsdotter | 15 مه ۱۴۷۰ (حدود ۶۱ یا ۶۲ سال) |
| - یونس بنگستون اُکسِنستیِرنا (حکومت: مارس - ۲۳ ژوئن ۱۴۵۷) - اریک اکسلسون توت |       |               |                                                                   |                                |
| کریستیان اول ۲۳ ژوئن ۱۴۵۷ - ۲۳ ژوئن ۱۴۶۴ |       | فوریه ۱۴۲۶    | دوروتی براندنبورگ                                                 | ۲۱ مه ۱۴۸۱ (۵۵ سال)            |
| کارل کانوتسن ۹ اوت ۱۴۶۴ - ۳۰ ژانویه ۱۴۶۵ (دوره دوم) - کتیل کارلسون (واسا) (حکومت: ۲۶ دسامبر ۱۴۶۴ - ۱۱ اوت ۱۴۶۵) - یونس بنگستون اُکسِنستیِرنا (حکومت: ۱۱ اوت ۱۴۶۵ - ۱۸ اکتبر ۱۴۶۶) - اریک اکسلسون توت (حکومت: ۱۸ اکتبر ۱۴۶۶ - ۱۲ ناومبر ۱۴۶۷) - کتیل کارلسون (واسا) |       |               |                                                                   |                                |
| کارل کانوتسن ۱۲ نوامبر ۱۴۶۷ - ۱۵ مه ۱۴۷۰ (دوره سوم) - استن استوره بزرگتر (حکومت: ۱۶ مه ۱۴۷۰ - ۶ اکتبر ۱۴۹۷) |       |               |                                                                   |                                |
| یوهان دوم ۶ اکتبر ۱۴۹۷ - اوت ۱۵۰۱ |       |               | کریستینا ساکسونی                                                  | ۲۰ فوریه ۱۵۱۳                  |
| - استن استوره بزرگتر (حکومت: ۱۲ نوامبر ۱۵۰۱ - ۱۴ دسامبر ۱۵۰۳) - سوانته نیلسون (حکومت: ۲۱ ژانویه ۱۵۰۳- ۳۱ دسامبر ۱۵۱۱ یا ۲ ژانویه ۱۵۱۲) - اریک تروله (حکومت: میانه ژانویه - ۲۳ ژوئیه ۱۵۱۲) - استن استوره کوچکتر (حکومت: ۲۳ ژوئیه ۱۵۱۲ - ۳ فوریه ۱۵۲۰)            |       |               |                                                                   |                                |
| کریستیان دوم ۱ نوامبر ۱۵۲۰ - ۲۳ اوت ۱۵۲۱ |       | ۱ ژوئیه ۱۴۸۱  | ایزابلا اتریش                                                     | ۲۵ ژانویه ۱۵۵۹ (۷۷ سال)        |

## خاندان واسا
| نام                                            | تصویر | تولد           | ازدواج                                                | مرگ             |
| ---------------------------------------------- | ----- | -------------- | ----------------------------------------------------- | --------------- |
| گوستاف یکم۶ ژوئن ۱۵۲۳ – ۲۹ سپتامبر ۱۵۶۰        |       | ۱۲ مهٔ ۱۴۹۶     | کاترین ساکس-لونبورگمارگارت لیون‌هوف‌وودکاتارینا استنبوک | ۲۹ سپتامبر ۱۵۶۰ |
| اریک چهاردهم ۲۹ سپتامبر ۱۵۶۰ – ۲۹ سپتامبر ۱۵۶۸ |       | ۱۳ دسامبر ۱۵۳۳ | Karin Månsdotter                                      | ۲۶ فوریه ۱۵۷۷   |
| یوهان سوم۳۰ سپتامبر ۱۵۶۸ - ۱۷ نوامبر ۱۵۹۲      |       | ۲۰ دسامبر ۱۵۳۷ | Catherine JagellonicaGunilla Bielke                   | ۱۷ نوامبر ۱۵۹۲  |
| زیگیسموند سوم۱۷ نوامبر ۱۵۹۲ – ۲۴ ژوئیه ۱۵۹۹    |       | ۲۰ ژوئن ۱۵۶۶   | آنا اتریشکنستانس اتریش                                | ۳۰ آوریل ۱۶۳۲   |
| کارل نهم۲۲ مارس ۱۶۰۴ – ۳۰ اکتبر ۱۶۱۱           |       | ۴ اکتبر ۱۵۵۰   | ماریا پالاتین-زیمرنکریستینا هولشتاین-گوتورپ           | ۳۰ اکتبر ۱۶۱۱   |
| گوستاو آدولف دوم۳۰ اکتبر ۱۶۱۱ – ۶ نوامبر ۱۶۳۲  |       | ۹ دسامبر ۱۵۹۴  | ماریا الیونورا براندنبورگ                             | ۶ نوامبر ۱۶۳۲   |
| کریستینا۶ نوامبر ۱۶۳۲ – ۶ ژوئن ۱۶۵۴            |       | ۸ دسامبر ۱۶۲۶  | مجرد                                                  | ۱۹ آوریل ۱۶۸۹   |

## دودمان پالاتین-تسوایبروکن[۱]
| نام                                           | تصویر | تولد           | ازدواج                         | مرگ                     |
| --------------------------------------------- | ----- | -------------- | ------------------------------ | ----------------------- |
| کارل دهم گوستاو۶ ژوئن ۱۶۵۴ – ۱۳ فوریه ۱۶۶۰    |       | ۸ نوامبر ۱۶۲۲  | هدویگ الیونورا هولشتاین-گوتورپ | ۱۳ فوریه ۱۶۶۰           |
| کارل یازدهم۱۳ فوریه ۱۶۶۰ – ۵ آوریل ۱۶۹۷       |       | ۲۴ نوامبر ۱۶۵۵ | اولریکا الیونورا دانمارک       | ۵ آوریل ۱۶۹۷            |
| کارل دوازدهم ۵ آوریل ۱۶۹۷ – ۳۰ نوامبر ۱۷۱۸    |       | ۱۷ژوئن ۱۶۸۲    | مجرد                           | ۳۰ نوامبر ۱۷۱۸          |
| اولریکا الیونورا۵ دسامبر ۱۷۱۸ - ۲۹ فوریه ۱۷۲۰ |       | ۲۳ ژانویه ۱۶۸۸ | فردریک یکم                     | ۲۴ نوامبر ۱۷۴۱ (۵۳ سال) |

## دودمان Hesse-Kassel
| نام                                    | تصویر | تولد          | ازدواج                                | مرگ                   |
| -------------------------------------- | ----- | ------------- | ------------------------------------- | --------------------- |
| فردریک اول ۲۴ مارس ۱۷۲۰ - ۲۵ مارس ۱۷۵۱ |       | ۲۳ آوریل ۱۶۷۶ | لوئیز دوروتی پروساولریکا الئنورا سوئد | ۲۵ مارس ۱۷۵۱ (۷۴ سال) |

## دومان Holstein-Gottorp
| نام                                          | تصویر | تولد           | ازدواج                 | مرگ                    |
| -------------------------------------------- | ----- | -------------- | ---------------------- | ---------------------- |
| آدولف فردریک ۲۵ مارس ۱۷۵۱ - ۱۲ فوریه ۱۷۷۱    |       | ۱۴ مه ۱۷۱۰     | لوئیزا اولریکا پروس    | ۱۲ فوریه ۱۷۷۱ (۶۰ سال) |
| گوستاو سوم سوئد ۱۲ فوریه ۱۷۷۱ - ۲۹ مارس ۱۷۹۲ |       | ۲۴ ژانویه ۱۷۴۶ | سوفیا ماگدالنا دانکارک | ۲۹ مارس ۱۷۹۲ (۴۶ سال)  |
| گوستاو چهارم ۲۹ مارس ۱۷۹۲ - ۱۰ مه ۱۸۰۹       |       | ۱ نوامبر ۱۷۷۸  | فردریکا بادن           | ۷ فوریه ۱۸۳۷ (۵۸ سال)  |
| آدولف کارل سیزدهم ۶ ژوئن ۱۸۰۹ - ۵ فوریه ۱۸۱۸ |       | ۷ اکتبر ۱۷۴۸   | هدویگ الیزابت شارلوت   | ۵ فوریه ۱۸۱۸ (۶۹ سال)  |

## خاندان برنادوت
| نام                                                               | تصویر | تولد           | ازدواج                         | مرگ             |
| ----------------------------------------------------------------- | ----- | -------------- | ------------------------------ | --------------- |
| کارل چهاردهم۵ فوریه ۱۸۱۸ - ۸ مارس ۱۸۴۴                            |       | ۲۶ ژانویه ۱۷۶۳ | دزیره کلاری                    | ۸ مارس ۱۸۴۴     |
| اسکار اول۸ مارس ۱۸۴۴ - ۸ ژوئیه ۱۸۵۹                               |       | ۴ ژوئیه ۱۷۹۹   | ژوزفین لوختنبرگ                | ۸ ژوئیه ۱۸۵۹    |
| کارل پانزدهم۸ ژوئیه ۱۸۵۹ - ۱۸ سپتامبر ۱۸۷۲                        |       | ۳ مه ۱۸۲۶      | لوئیز هلند                     | ۱۸ سپتامبر ۱۸۷۲ |
| اسکار دوم۱۸ سپتامبر ۱۸۷۲ - ۷ ژوئن ۱۹۰۵ (نروژ)۸ دسامبر ۱۹۰۷ (سوئد) |       | ۲۱ ژانویه ۱۸۲۹ | سوفیا ناسائو                   | ۸ دسامبر ۱۹۰۷   |
| گوستاو پنجم۸ دسامبر ۱۹۰۷ - ۲۹ اکتبر ۱۹۵۰                          |       | ۱۶ ژوئن ۱۸۵۸   | ویکتوریای بادن                 | ۲۹ اکتبر ۱۹۵۰   |
| گوستاو آدولف ششم۲۹ اکتبر ۱۹۵۰ - ۱۵ سپتامبر ۱۹۷۳                   |       | ۱۱ نوامبر ۱۸۸۲ | شاهزاده سیبیلا ساکسبورگ و گوتا | ۱۵ سپتامبر ۱۹۷۳ |
| کارل گوستاف شانزدهم۱۵ سپتامبر ۱۹۷۳ تاکنون                         |       | ۳۰ آوریل ۱۹۴۶  | سیلویای سوئد                   |                 |